# HMS Ajax (1912)

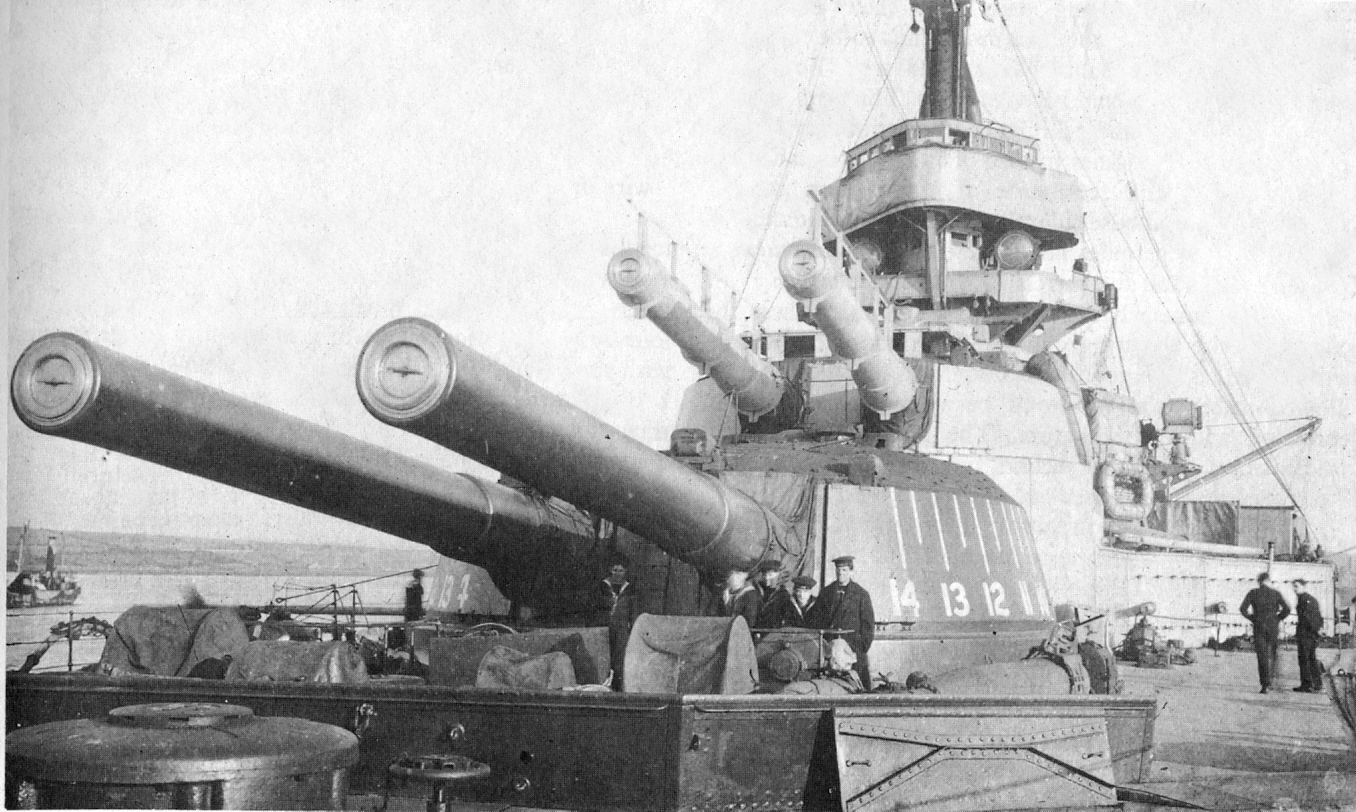
Các tháp pháo phía trước của Ajax vào năm 1918, gồm hai khẩu pháo BL 13,5 in Mark V.

HMS Ajax là một thiết giáp hạm dreadnought thuộc lớp King George V thứ nhất được Hải quân Hoàng gia Anh Quốc chế tạo ngay trước Chiến tranh Thế giới thứ nhất. Nó từng tham gia trận Jutland năm 1916 và sau đó hoạt động tại Địa Trung Hải và Hắc Hải trước khi ngừng hoạt động vào năm 1924.Ajax bị tháo dỡ vào năm 1926 do những giới hạn của Hiệp ước Hải quân Washington

## Thiết kế và chế tạo
Ajax là chiếc cuối cùng trong số bốn chiếc thiết giáp hạm thuộc lớp King George V được đặt lườn. Lớp tàu này dự định lặp lại lớp Orion dẫn trước, nhưng những kinh nghiệm với lớp này cho phép tích hợp những cải tiến vào Ajax và chiếc chị em Audacious vào giai đoạn đầu của quá trình chế tạo. Điều đáng kể nhất và góp phần lớn nhất vào hiệu quả tác chiến là việc bố trí lại cột ăn-ten trước phía trước ống khói trước thay vì phía sau. Người ta thấy trên những con tàu mà cột ăn-ten và tháp quan sát đặt sau ống khói, như trên chính Dreadnought và những chiếc lớp Colossus, khói thoát ra từ ống khói làm cho tháp quan sát hoàn toàn không sống được. Nó cùng với Audacious cũng được thiết kế, không giống như các tàu chị em King George V và Centurion, để được trang bị bộ kiểm soát hỏa lực, vốn đòi hỏi một cột ăn-ten chắc chắn hơn so với dự khiến trước đây. Lớp vỏ giáp bảo vệ bên trong và vũ khí chống tàu phóng lôi cũng được cải tiến so với lớp trước và tốc độ tăng thêm khoảng 1 knot.

### Dàn pháo chính
Dàn pháo chính của Ajax bao gồm mười khẩu hải pháo BL 13,5 in (340 mm) Mark V được đặt trên năm tháp pháo nòng đôi, tất cả đều được bố trí ngay trên trục dọc của con tàu, với tháp pháo "B" và "X" bắn thượng tầng bên trên tháp pháo "A" và "Y". Do được đặt giữa tàu, giữa ống khói phía sau và khối cấu trúc thượng tầng phía sau, tháp pháo "Q" là tháp pháo duy nhất có góc xoay giới hạn. Tuy nhiên trong thực hành, do các nóc quan sát được đặt trên nóc tháp pháo, việc bắn thượng tầng của "B" và "X" ngay bên trên "A" và "Y" gây ảnh hưởng mạnh đến pháo thủ tháp pháo bên dưới, nên chúng bị giới hạn ở góc 30° từ trục giữa. Góc xoay của các tháp pháo "A", "B", "X" và "Y" trên danh nghĩa là 300°, nhưng người ta thấy bắn quá gần cấu trúc thượng tầng sẽ gây hư hại đáng kể cho nó. Tháp pháo "Q" cũng được ghi là xoay được 300° dựa trên cơ sở các nòng pháo được nâng tối đa sẽ vượt qua cấu trúc thượng tầng phía sau; khi hạ nòng pháo thấp hơn, góc xoay chỉ đạt 115 °Cả hai bên mạn, một lần nữa với nguy cơ gây hư hại bởi ánh chớp lửa nếu bắn quá gần cấu trúc thượng tầng phía trước và phía sau.
Góc nâng tối đa của các khẩu pháo là 20°, một sự cải tiến đáng kể so với các lớp dreadnought trước đó. Các khẩu pháo bắn ra đạn pháo nặng 1.400 lb (640 kg) với tốc độ bắn hai phát mỗi phút, cho dù nó thường chỉ bắn ở tốc độ một phát mỗi phút nhằm mục đích trinh sát điểm rơi của loạt đạn pháo.

### Dàn pháo hạng hai
Dàn pháo hạng hai của Ajax bao gồm mười sáu khẩu pháo BL 4 inch (102 mm) Mark VII nạp bằng khóa nòng đặt trên các bệ nòng đơn. Nhằm đối phó lại suy đoán cho rằng mối đe dọa của tàu phóng lôi nhiều khả năng đến từ bên mạn phía trước, mười hai khẩu được bố trí phía trước và chỉ có bốn khẩu phía sau. Khi hoàn tất, các khẩu phía trước được phân chia trên ba sàn: mỗi bên mạn gồm một khẩu bên dưới tháp chỉ huy ngang với tháp pháo "Y", ba khẩu trên cấu trúc thượng tầng ngang mức sàn trước và hai khẩu trên lườn sàn trước ngang bệ tháp pháo "B". Các khẩu phía sau được bố trí chồng lên nhau ngay trước tháp pháo "X". Tất cả các khẩu pháo đều được bảo vệ bởi vỏ giáp dày 3 in (76 mm). Các khẩu pháo trên sàn trước hầu như không thể hoạt động trong bất kỳ hoàn cảnh thời tiết nào và được tháo dỡ với các tấm thép bịt lại trong giai đoạn Thế Chiến I.
Vào lúc nó được thiết kế, mọi thiết giáp hạm dreadnought của các cường quốc hải quân khác trang bị dàn pháo hạng hai với cỡ nòng lớn hơn: 5 in (130 mm) đối với Hoa Kỳ, 5,5 in (140 mm) đối với Pháp và 6 in (150 mm) đối với Đức, Nhật Bản và Áo. Tuy nhiên, Ajax và các tàu chị em chỉ được trang bị cỡ nòng nhỏ hơn vì hai lý do: Chính phủ đang theo đuổi chính sách cắt giảm ngân sách quốc phòng nên đã không chuẩn bị cho khoản chi phí bổ sung thêm 170.000 Bảng Anh cần thiết; và thứ hai là do Thứ trưởng Hải quân Anh, Đô đốc Jackie Fisher, người chịu trách nhiệm chính cho các ý tưởng thiết kế vũ khí căn bản, phản đối việc tăng thêm cỡ nòng cho dàn pháo hạng hai vì ông tin rằng chúng sẽ vô dụng khi thời tiết xấu.
Vào năm 1915 hai khẩu pháo phòng không 4 inch được bổ sung ở sàn sau. Nó cũng mang theo một khẩu 12-pounder, bốn khẩu pháo chào 3-pounder, năm súng máy Maxim và mười súng máy Lewis. Giống như mọi thiết giáp hạm dreadnought cùng thời, Ajax được trang bị ba ống phóng ngư lôi gồm một ống sau đuôi và một ống mỗi bên mạn; chúng bắn ra loại ngư lôi Whitehead 21 in (530 mm).

### Vỏ giáp
Đai giáp chính dày 12 in (300 mm) và kéo dài từ ngang bệ tháp pháo "A" đến ngang bệ tháp pháo "Y". Đai giáp trên  cũng có cùng chiều dài dọc theo con tàu, và dày 9 in (230 mm) phía giữa tàu, vuốt mỏng cả hai đầu còn 8 in (200 mm). Ử tải trọng thông thường, đai giáp trải rộng bên trên mực nước 16 foot 10,5 inch (5,144 m) và 3 foot 7,5 inch (1,105 m) bên dưới mực nước. Vùng thành trì trung tâm, khu vực bao gồm những thành phần thiết yếu của con tàu đảm bảo độ nổi và sức chiến đấu, được đóng lại bởi vách ngăn dày 10 in (250 mm) trải rộng từ mép đai giáp và sáp nhập với lớp vỏ giáp trước của bệ tháp pháo; tương tự, một vách ngăn dày 10 inch đóng lại phần sau của thành tri. Cả hai vách ngăn giảm bớt độ dày bên dưới sàn bọc thép: phía trước còn 6 in (150 mm) và phía sau còn 4 in (100 mm).
Mặt trước của tháp pháo có lớp giáp dày 11 in (280 mm), các mặt hông vốn không dự định xoay ra phía đối phương chỉ dày 4 in (100 mm) trong khi nóc tháp pháo dày 3 in (76 mm). Có ba lớp sàn tàu được bọc thép: sàn chính dày 1,5 in (38 mm), sàn giữa dày 1 in (25 mm); cuối cùng là sàn dưới vốn được thiết kế như là lớp phòng thủ chính chống lại đạn pháo bắn tới và được bố trí bên trên hầm đạn, phòng đạn pháo và các khoang động cơ, có độ dày 1–2 in (25–51 mm) phía trước và 3–4 in (76–102 mm) phía sau.
Bệ tháp pháo được bảo vệ bởi lớp vỏ giáp dày 3–10 in (76–254 mm), độ dày thay đổi tùy mức độ bảo vệ có được của các kết cấu lân cận. Tháp chỉ huy có vỏ giáp dày 11 in (280 mm) trong khi đối với tháp điều khiển hỏa lực phía sau là 6 in (150 mm).

### Hệ thống động lực
Ajax được trang bị bốn turbine hơi nước Parsons, dẫn động trực tiếp bốn trục chân vịt mà không có hộp số giảm tốc. Hơi nước được cung cấp bởi 18 nồi hơi Babcock and Wilcox, được phân đều trong ba phòng nồi hơi với sáu nồi hơi mỗi phòng. Công suất thiết kế là 27.000 shp (20.000 kW), cho phép con tàu đạt được tốc độ thiết kế tối đa 21 hải lý trên giờ (39 km/h). Lượng nhiên liệu mang theo tối đa là 3.100 tấn Anh (3.100 t) than và 840 tấn Anh (850 t) dầu đốt, cho phép có tầm xa hoạt động tối đa 6.310 hải lý (11.690 km) khi di chuyển ở tốc độ đường trường 10 hải lý trên giờ (19 km/h). Công suất tối đa có thể tạm thời tăng lên 31.000 shp (23.000 kW) trong một lúc, cho phép Ajax có tốc độ trung bình 21,7 hải lý trên giờ (40,2 km/h) trong vòng bốn giờ. Bán kính hoạt động ở tốc độ 18,15 hải lý trên giờ (33,61 km/h) là 4.060 hải lý (7.520 km).

### Chế tạo
Được đặt hàng trong chương trình chế tạo hải quân năm 1910, Ajax được đóng bởi hãng Scotts Shipbuilding and Engineering Company tại xưởng đóng tàu Greenock của họ trên sông Clyde. Nó được đặt lườn vào ngày 27 tháng 2 năm 1911, được hạ thủy vào ngày 21 tháng 3 năm 1912 và hoàn tất vào tháng 3 năm 1913. Ajax được đưa ra hoạt động cùng Hải đội Chiến trận 2 thuộc Hạm đội Grand tại Devonport vào ngày 31 tháng 10 năm 1913.

## Lịch sử hoạt động
Ajax trải qua các cuộc chạy thử máy ngoài biển vào tháng 4 năm 1913, rồi được đưa vào hoạt động tại Đội 1 của Hải đội Chiến trận 2. Hoạt động nổi bật duy nhất trước chiến tranh là cùng với các tàu chị em King George V, Audacious và Centurion tham gia các lễ hội tại kênh đào Kiel vào tháng 6 năm 1914. Nó cùng với phần còn lại của Hạm đội Grand được chuyển đến Scapa Flow vào ngày 29 tháng 7 năm 1914 do sự căng thẳng chính trị ngày càng tăng cao tại Châu Âu.
Ajax tiếp tục ở lại cùng Hạm đội Grand trong suốt cuộc Chiến tranh Thế giới thứ nhất. Trận chiến duy nhất mà nó tham gia là trận Jutland vào ngày 31 tháng 5 năm 1916, trong thành phần Đội 1 thuộc Hải đội Chiến trận 2 dưới quyền chỉ huy của Phó đô đốc Martyn Jerram, bao gồm King George V, Ajax, Centurion và Erin. Chiếc thứ tư cùng lớp Audacious đã bị chìm do trúng thủy lôi vào ngày 27 tháng 10 năm 1914. Nó đã nhìn thấy những chiếc dẫn đầu trong hàng chiến trận Hạm đội Biển khơi Đức cùng các tàu chiến-tuần dương đối phương, và đã nổ súng vào chúng. Bản thân Ajax không bị bắn trúng; và bởi vì số lượng quá lớn các tàu chiến tham gia nên không thể xác định nó có bắn trúng mục tiêu hay không.
Chiếc tàu buôn tuần dương vũ trang HMS Princess đã hoạt động như một phiên bản giả của Ajax bắt đầu từ năm 1916. Ajax tiếp tục ở lại Scapa Flow cho đến tháng 6 năm 1919, được điều động về Hải đội Chiến trận 3 cho bốn tháng sau cùng tại đây. Vào tháng 6 năm 1919, nó được chuyển sang Hải đội Chiến trận 4, là một phần của Hạm đội Địa Trung Hải. Nó cùng với phần còn lại của hải đội trong các hoạt động chống lại lực lượng Bolshevik Nga và lực lượng Quốc gia Thổ Nhĩ Kỳ trong năm 1919 tại Hắc Hải và biển Marmora. Khi Vua Thổ Nhĩ Kỳ bị phế truất vào năm 1923, ông đã bị giải đến Mecca trên chiếc Ajax.
Vào tháng 4 năm 1924, nó quay về Devonport và thuộc thành phần Hạm đội Dự bị cho đến tháng 10 năm 1926, lúc nó bị đưa vào danh sách loại bỏ để tuân thủ hạn ngạch về tàu chiến chủ lực mà Hiệp ước Hải quân Washington quy định. Vào ngày 10 tháng 12 năm 1926, nó bị bán cho hãng Alloa Shipbreaking Company, và bị tháo dỡ tại Rosyth từ ngày 14 tháng 12 năm 1926.